# آندي دونكان
آندي دونكان (بالإنجليزية: Andy Duncan)‏‏ (21 سبتمبر 1964 - ) روائي، وكاتب مقالات، وكاتب، وشاعر، وكاتب خيال علمي من الولايات المتحدة.

## الجوائز
- جائزة عالم الخيال لأفضل مجموعة  [لغات أخرى]‏
- World Fantasy Award—Short Fiction [الإنجليزية]‏
- جائزة نيبولا لأفضل رواية قصيرة [الإنجليزية]‏